# Giuseppe Leonardo Albanese
Giuseppe Leonardo Albanese (Noci, 30 gennaio 1759 – Napoli, 28 novembre 1799) è stato un patriota e ufficiale italiano, tra i venticinque membri del governo provvisorio della Repubblica Napoletana. 
Fu uno dei cinque componenti della Commissione esecutiva, nella quale svolse un ruolo preminente; per breve tempo ricoprì le cariche di Ministro della Guerra, Ministro della Marina, e Ministro degli Affari esteri. Con la vittoria delle forze sanfediste e la fine della Repubblica, fu condannato all'impiccagione.

## Biografia

### Infanzia e gioventù
Nacque il 30 gennaio 1759 a Noci, universitas della Terra di Bari, figlio del dottore in utroque iure e cassiere regio don Pietro Antonio e di Maria Solome di Putignano, esponente di una delle più facoltose e in vista famiglie notabili del paese, detentrice di un ingente patrimonio fondiario e numerose masserie. Negli atti notarili la famiglia si fregia dell'appellativo "Castriota", in virtù della vantata discendenza dal principe albanese Giorgio Castriota Scanderbeg, eroe albanese del XV secolo.
Dopo aver trascorso l'infanzia nel paese natale, rimasto orfano (il padre muore nel 1770) e sotto la tutela del fratello, si trasferì a Napoli dove studiò presso il seminario arcivescovile. A poco più di vent'anni, interrotti gli studi giuridici, si avvicina alle idee illuministiche e riformatrici europee. Frequenta il giurista Mario Pagano, il medico Domenico Cirillo, formandosi alla scuola riformatrice di Antonio Genovesi e Gaetano Filangieri (eredi della tradizione anticuriale di Pietro Giannone). A Napoli Albanese iniziò a cogliere i mutamenti e le novità che la Rivoluzione francese aveva irradiato in tutta Europa. Estimatore di quei principi di libertà, uguaglianza e fraternità che prepotentemente erano entrati anche in Italia.

### Adesione alla massoneria e militanza nei circoli illuministi
Aderisce giovanissimo alla massoneria napoletana, fedele alla Prima gran loggia d'Inghilterra, divenendo cultore del pensiero libero-muratorio. In seguito all'arrivo a Napoli di Friederich Münter (1785), esponente dell'Ordine degli Illuminati di Baviera, col quale intessé un fitto sodalizio, Albanese segue le orme di questi, sconfessando l'adesione alla loggia londinese. Nacque così assieme ad altri esponenti del muratorismo napoletano la loggia illuminata La Philantropia, di cui Albanese fu Primo sorvegliante e Pagano maestro venerabile.
Ormai è attivo esponente dei circoli illuministi napoletani. Al tramonto è l'assolutismo illuminato di Ferdinando IV, iniziato già dal padre Carlo III, e del suo ministro Bernardo Tanucci (anche quest'ultimo in rapporti con Filangeri e Pagano). 

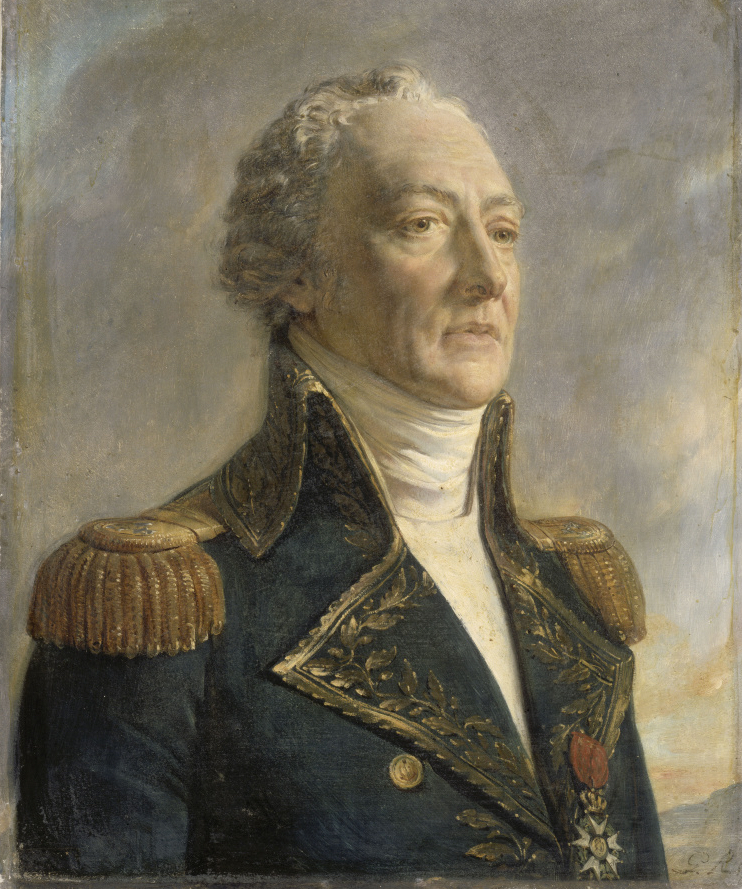
Ritratto dell'ammiraglio Latouche-Tréville (Georges Rouget).

Con lo scoppio della rivoluzione (1789) in Francia si crea un clima di allarme nel Regno. Il sovrano decide la stretta verso i circoli massoni e illuministi a partire dal 1792. L'avvento in Napoli dell'ammiraglio francese Latouche-Tréville comporta un processo di radicalizzazione e inasprimento delle agitazioni massonico-progressiste.
Albanese, ufficiale della guardia del corpo del sovrano, segue da vicino i fatti e conosce l'ambiente reale (abita infatti in Via Toledo, vicinissima al Palazzo reale). La guardia del corpo reale diventa in effetti un focolaio di agitazione giacobina. Albanese aderisce alla Società Patriottica Napoletana presieduta da Carlo Lauberg (nata nel 1793 dopo che in Francia in gennaio re Luigi era stato ghigliottinato), organizzazione modellata sui clubs giacobini marsigliesi. Sul finire del Settecento è alto dirigente del movimento giacobino napoletano i cui obiettivi sono il rovesciamento della monarchia e l'instaurazione di un governo democratico.

### La rivoluzione
Il moto rivoluzionario dilaga nella penisola e tra il 1796 e il 1798 sorgono diverse repubbliche. Ferdinando IV aggredisce la Repubblica romana nel 1798, ma i francesi contrattaccano e riescono a invadere il Regno di Napoli.

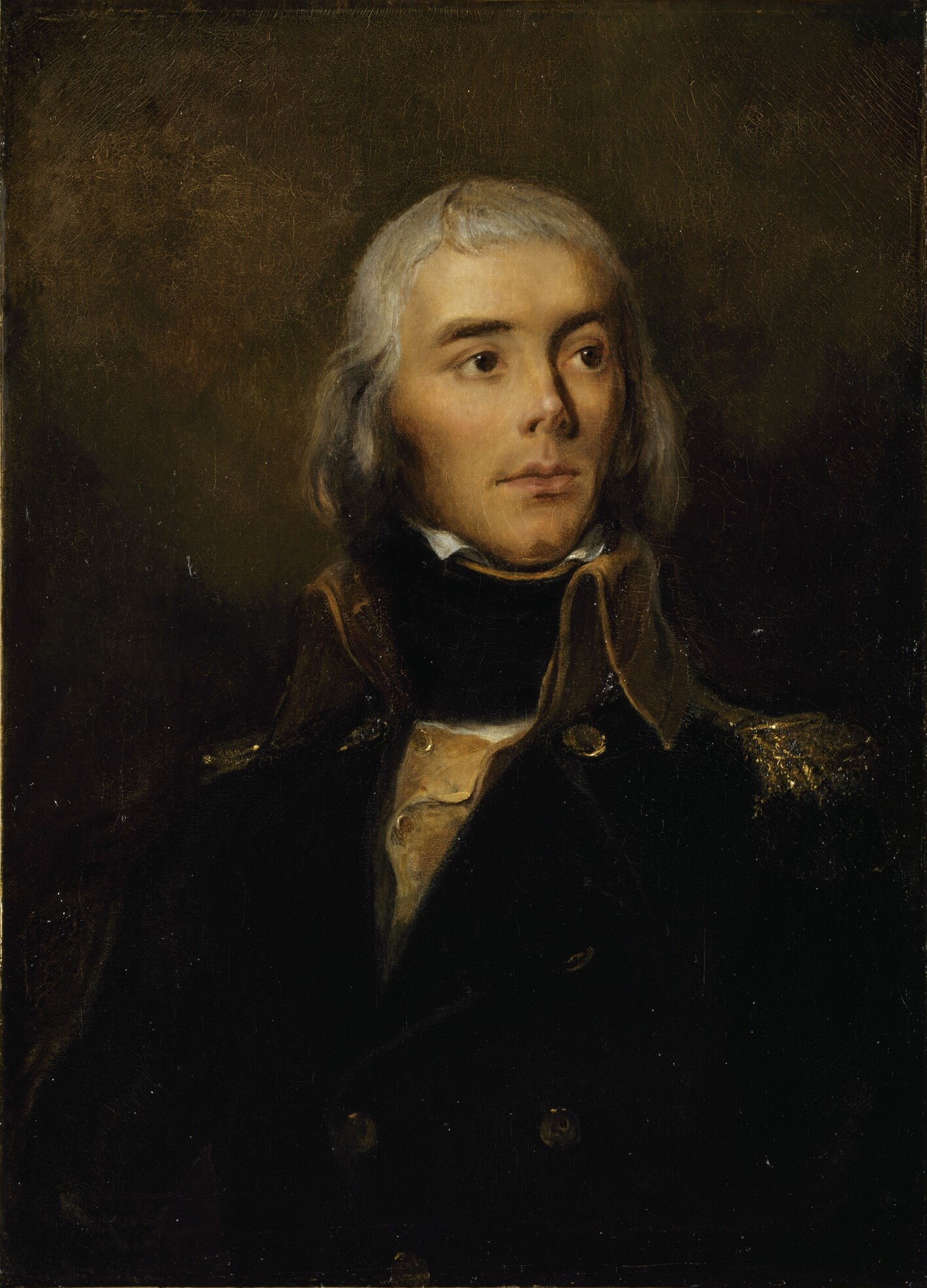
Il generale Étienne Macdonald, comandante francese alla battaglia di Civita Castellana.

Nel 1798 si costituisce a Napoli un Comitato centrale rivoluzionario, di cui fa parte Albanese, con lo scopo di coordinare le agitazioni rivoluzionarie con i movimenti delle truppe francesi.
A seguito della vittoria militare ottenuta sulle truppe borboniche comandate dal generale Karl Mack nella battaglia di Civita Castellana, il 23 gennaio 1799 le truppe francesi comandate dal generale Jean Étienne Championnet entrano a Napoli e ne prendono il controllo con la presa di Castel Sant'Elmo (la famiglia reale è già fuggita a Palermo a dicembre). Due giorni prima in Sant'Elmo i patrioti avevano proclamato la Repubblica Napoletana o Partenopea.
Dopo aver piegato la resistenza dei lazzari fedeli ai Borbone, Championnet conferma la proclamazione della Repubblica con legge del 4 piovoso anno VII (23 gennaio 1799).

### L'esperienza al governo
Il 27 gennaio si insedia il governo provvisorio presso Palazzo nazionale (ex reale) su provvedimento diretto di Championnet. Albanese viene chiamato a far parte del governo provvisorio della Repubblica, costituito da venticinque membri, e svolse inizialmente un ruolo importante nel Comitato di legislazione (o Commissione legislativa) con Pagano, Domenico Forges Davanzati e Giuseppe Logoteta. Fu promotore dell'approvazione del provvedimento che condusse alla soppressione dei fedecommessi, promulgata il 10 febbraio 1799 (22 piovoso anno VII) e fu autore della legge feudale (più radicale rispetto alla proposta temperata di Pagano), inizialmente avversata da Macdonald (subentrato a Championnet destituito il 25 febbraio) nella versione del 17 ventoso (7 marzo), approvata infine dal commissario Abrial il 6 fiorile (25 aprile) che sopprime del tutto la feudalità.
A seguito della riforma istituzionale del 25 germile (14 aprile) voluta da Abrial che porta alla separazione dell'esecutivo (Commissione esecutiva) dal legislativo (Commissione legislativa), Albanese divenne uno dei cinque componenti della Commissione esecutiva (gabinetto del Governo), nella quale svolse un ruolo preminente; per breve tempo ricoprì le cariche di Ministro della Guerra, Marina, e Affari esteri (in vece di Gabriele Manthoné). In questa posizione di membro del governo trattò con i francesi sulla questione dei contributi esatti dal Direttorio e della gestione del patrimonio regio. Collaborò (indirettamente, in quanto ormai fuori dal comitato di legislazione) alla redazione del progetto di Costituzione.
La Repubblica Napoletana tuttavia, non avendo riscosso il consenso popolare al di fuori della capitale, ebbe vita breve: dopo appena sei mesi dalla sua nascita, subiva i contraccolpi delle rivolte nella capitale e nelle province. Il 7 maggio l'armata francese, spinta dall'emergenza militare in nord Italia, lascia Napoli sola a gestire la ribellione delle province. Il 14 maggio Albanese assiste al giuramento di un reparto di cavalleria di 1.200 uomini destinato a gestire le agitazioni in Puglia.
Venne rovesciata a causa anche delle sconfitte ad opera dell'esercito sanfedista del cardinale Fabrizio Ruffo (vicario del re) formate da masse popolari animate dai più biechi istinti (frequenti anche i criminali liberati) che difendevano il re Ferdinando IV e che si macchiarono di efferati fatti di sangue (saccheggio di Altamura). Il 15 giugno le bande di Ruffo erano già a Napoli.

### La fine
Albanese e gli altri repubblicani, asserragliati in Castel Nuovo, falliscono la fuga verso la Francia, complice il voltafaccia di Orazio Nelson, che straccia i patti, sottoscritti inizialmente anche da Ruffo, bloccando i patrioti quando erano già in mare.
Dopo il ritorno sul trono dei Borbone e la restaurazione della monarchia, fu attuata una feroce e sistematica repressione. Albanese dopo la tentata fuga fu arrestato, incarcerato a Castel Nuovo con Pagano e Cirillo e il 20 ottobre condannato alla morte con confisca dei beni della famiglia dalla Giunta di Stato: la sentenza di morte venne eseguita a Napoli in piazza del Mercato il 28 novembre 1799 per impiccagione (ore due del pomeriggio). Il corpo fu collocato in Sant'Eligio Maggiore.

## Famiglia
Albanese ebbe tre fratelli: Francescantonio, Agostino e Giovanni Battista, canonico, e tre sorelle monache benedettine. A questi si aggiunsero un fratello e una sorella quando il padre, rimasto vedovo, si sposò con Maria Teresa Martucci. Pietro Antonio muore nel 1770.
La residenza estiva della famiglia era la masseria Murgia Albanese, che prende il nome (che tuttora conserva) dal casato.
Morendo, Albanese lasciò un bambino di due anni di nome Fabio, morto a nove, e la moglie Maddalena Vestini di Portici in attesa di una figlia alla quale fu dato il nome di Silvia, come un'altra figlia morta prematuramente.
Un ramo della famiglia Albanese è stata presente fino all'800 in Tolve (Basilicata), fra i cui discendenti si annovera il sacerdote e giurista don Oronzo Albanese, anche costui dottore in utroque iure e sostenitore della Repubblica Napoletana;  vicario del Vescovo di Potenza, fu condannato a morte nel 1799. Nel piccolo centro lucano è tuttora esistente la casa ove visse (Via Albanese n. 8).